# Petroleros de Salamanca (béisbol)
Para el equipo de fútbol, véase Petroleros de Salamanca.
Los Petroleros de Salamanca es un equipo de béisbol que compite en la Liga Invernal Mexicana con sede en Salamanca, Guanajuato, México.

## Historia
Los Petroleros de Salamanca iniciaron en 1960-1962 y 1975) y como Tigres de Salamanca en 1964-1965 en la Liga Central Mexicana de Beisbol. Los Petroleros debutaron en la LIM en la Temporada 2015-2016, y son sucursal de los equipos Sultanes de Monterrey y Tigres de Quintana Roo que participan en la Liga Mexicana de Béisbol.

## Jugadores

### Roster actual
Actualizado al 7 de noviembre de 2016.
"Temporada 2016-2017"
| Lanzadores: - 0 Ferlon De Jesús Jigsbertha Pérez - 8 Uriel Pérez Arias - 10 Oliver Cervantes Ahumada - 25 Nicolás Asael Heredia Martínez - 27 José Enrique Castillo Corral - 29 Fernando Corrales Guerra - 47 Denni Bryan Román Valdez - 50 Marcelo Martínez Salinas - 56 Víctor Elías Ruiz Uribe - 64 Gonzalo Guadalupe Ochoa Campos - 66 Juan Pablo Menchaca - 90 Leonel Aarón Zazueta Arvizu - 91 Oscar Octavio Armenta López Receptores: - 14 Ángel Alfonso Chavarín Aguiar - 52 Alfredo Meza Vanegas - 53 Ángel Mario Reséndez Zúñiga |  | Jugadores de Cuadro: - 15 Alfredo Hurtado Fimbres - 18 Carlos Alberto Orrantia Baldenebro - 32 Iván Beristaín Carretero - 33 Moisés Gutiérrez Molgado - 51 Miguel Ángel Ávila Guajardo - 62 Gilberto Adrián Carrera Llanes Jardineros: - 4 Jorge Luis Olivas Reyes - 32 Andrés Antonio Martín - 99 Christopher Escárrega Martínez Mánager: 45 Alfredo Meza |

### Jugadores destacados
Por definir.